# جيمس هيرنغتون
جيمس هيرنغتون هو سياسي أمريكي، ولد في 6 يونيو 1824 في مقاطعة ميرسر في الولايات المتحدة، وتوفي في 7 يوليو 1890 في جنيف في الولايات المتحدة. نشط حزبياً في الحزب الديمقراطي. وقد انتخب عضو مجلس نواب إلينوي ‏.